# ジョージ・ベンティンク

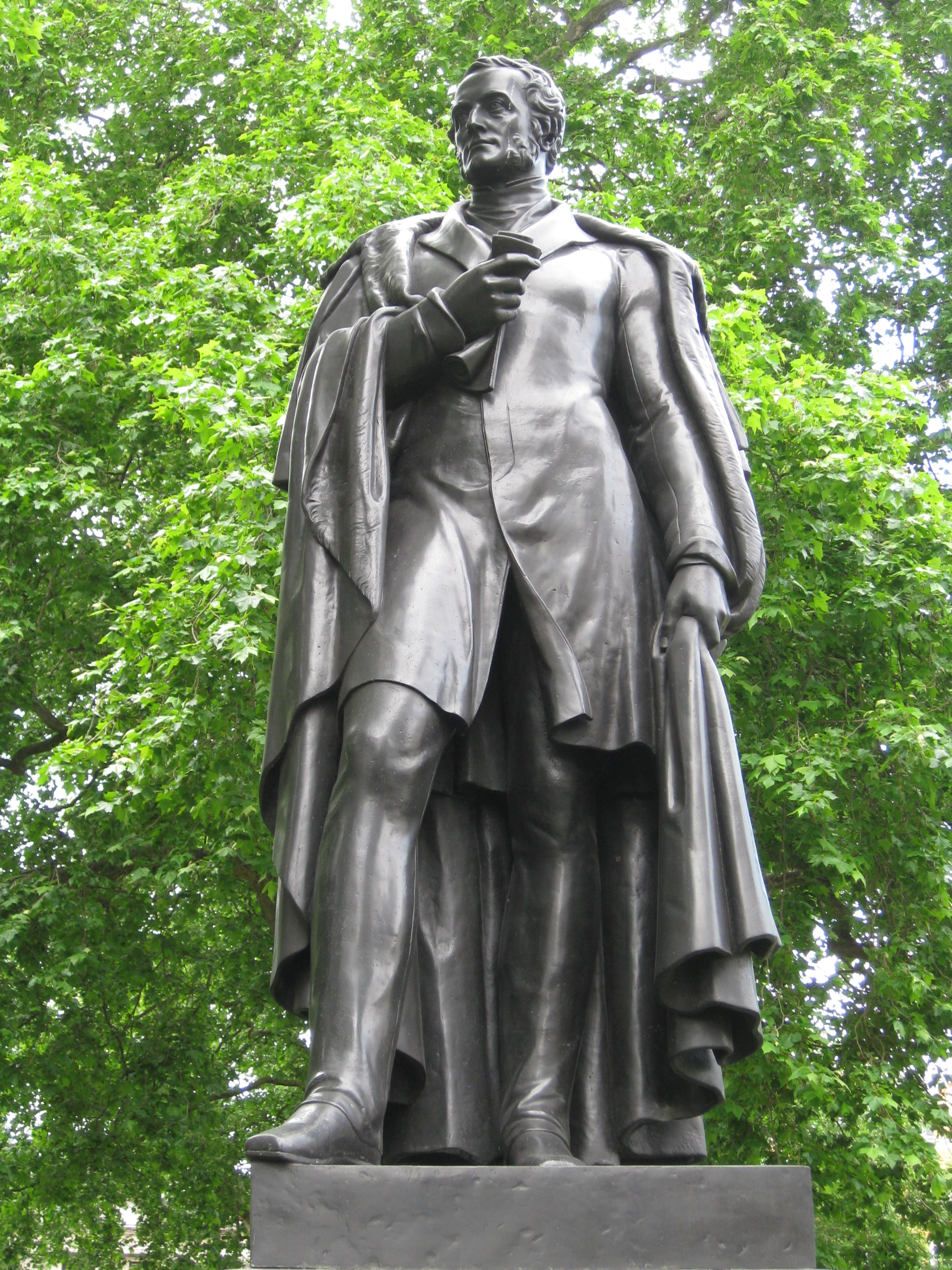
ロンドン・キャヴェンディッシュ・スクウェアに立つジョージ・ベンティンク卿の像。

ウィリアム・ジョージ・フレデリック・キャヴェンディシュ＝スコット＝ベンティンク卿（英: Lord William George Frederick Cavendish-Scott-Bentinck、1802年2月27日 - 1848年9月21日）は、イギリスの政治家、馬主。

## 経歴

### 生い立ち
1802年2月27日、第4代ポートランド公爵ウィリアム・キャヴェンディッシュ＝ベンティンクとその夫人ヘンリエッタの三男としてノッティンガムのウェルベック・アビーに生まれる。

### 政界における活動
1822年から1825年にかけて、叔父の外務大臣ジョージ・カニングの個人秘書を務める。1828年から1848年にかけてキングス・リン選挙区選出の庶民院議員を務めた。しかし庶民院議員になってから8年も演説することがなく、彼は庶民院の議場を討論の場というより社交界のように使っていたという。
党派ははじめトーリー党カニング派であったが、トーリー党保守派のウェリントン公爵が首相となった後に彼の守旧的施策に反発してホイッグ党に移籍した。グレイ伯爵内閣の改革を支持したが、やがて付いていかれなくなり、スタンリー卿に従ってホイッグ党を離党し、ダービー派に所属。ダービー派の保守党合流で保守党に復帰し、1841年成立のロバート・ピール政権を支持するようになった。このように党派を行ったり来たりしたジョージ・ベンティンク卿だが、ベンジャミン・ディズレーリによれば彼は保守党に戻ってきた後もホイッグ（自由主義）的な心情を持っていたという。
1846年以前にディズレーリとベンティンクが会話した痕跡はないが、1846年にピールが行った穀物法廃止への反対運動を通じて2人は固い友情で結ばれるようになった。2人は保守党議員をピールに造反させるべく、議場で激しいピール攻撃を展開した。結局穀物法廃止は阻止できなかったものの、アイルランド強圧法をめぐってこれを否決に追い込んだことで1846年6月にピール内閣倒閣に成功した。
ブレイク男爵は「ピールを打倒したのはディズレーリであると一般には思われている。それはそれで事実であるが、ベンティンク抜きで果たして打倒できたかどうか。」「ベンティンクは公爵の息子であり、生まれながらに富裕で、馬場の王様で、ある首相の孫、ある首相の甥にあたるような人物だった。彼は自然に人々がリーダーと仰ぐ類の人物だった。」「彼がいなければディズレーリの名前は打倒劇のどん尻にしか挙がらなかったのでは」と推測している。
ピール内閣倒閣をめぐる党内亀裂で、ピールや保守党の有力議員のほとんどは保守党を出てピール派へ移籍した。新たな保守党党首にはスタンリー卿が就任し、保守党庶民院院内総務にはベンティンクが就任した。だが彼の能力では長くその座にあるのは難しく、やがてディズレーリに取って代わられるだろうと噂されていた。
1847年の総選挙で当選したユダヤ人の庶民院議員ライオネル・ド・ロスチャイルドが、キリスト教宣誓を行えないが故に議場に入れないという事態を受けて、ユダヤ教宣誓を認める動議が提出された。ユダヤ人の息子である盟友ディズレーリはこの動議を熱心に支持した。ベンティンクはユダヤ問題にほとんど関心がなかったが、ディズレーリとの友情から賛成した。
しかし、この動議に賛成するというベンティンクの方針は、反ユダヤ的な保守党議員の反発を招いた。これを機にベンティンク卿は、保守党庶民院院内総務を辞職することになった。ただ、辞職に追い込まれたというよりは、それを口実にして自ら辞めたようである。この頃ベンティンクは感冒を患っており、また保守党庶民院院内総務の職務を自分には重荷と自覚するようになっていたため、辞職したがっていたという。後任の保守党庶民院院内総務になったのはグランビー侯爵だったが、彼もすぐに重圧に耐えきれなくなって職務を投げ出した。その際に返り咲きを求められたものの、拒否している。

### 競馬界における活動
政治家としては低く評価されることもある人物だが、競馬界においては観客のためにさまざまな改革を行い、また当時蔓延していた八百長や妨害工作などの不正行為に対する糾弾や、防止策の考案を精力的に行ったことから高い評価を得た。馬主としても活動していたが、1846年に100頭以上いた所有馬を安値で売却し、馬主としての活動を休止した。売却した馬の中には後の二冠馬サープリスが含まれていた。ベンティンクはサープリスがセントレジャーステークスに優勝した2週間後に心臓麻痺により死亡した。
ベンティンクは1825年頃から競馬に関わるようになった。1826年には早速セントレジャーステークスで2万6000ポンドを賭けて負け、穴埋めのため母親と姉妹から借財する羽目になった。ベンティンクの父第4代ポートランド公爵も競馬愛好者だったが、金を賭けるのは嫌悪していた。父はベンティンクを厳しく説教したうえで、ベンティンクを競馬の世界から遠ざけるためにスコットランドのエアシャーの所領を与えた。そこでベンティンクは、翌年から他人の名義を借りて競走馬を走らせることにした。父の目を誤魔化すため、はじめはドンカスター競馬場近くの賭場場兼宿屋（パブ）の亭主「ブーイ氏」（Mr.John Bowe）とその従兄弟の「キング氏」（Mr.Samuel King）の名義を拝借した。まもなくそれでは足りなくなり、友人のリッチモンド公爵、オーフォード伯爵、リッチフィールド伯爵の名を借り、さらに従兄弟のチャールズ・グレヴィルの名義も使うようになった。競馬用の資金としてドラモンド銀行から30万ポンドの融資枠も確保した。
ベンティンクの所有馬、牝馬のプリザーヴはニューマーケットのグレヴィルの名義で走らせた。同馬は1834年時点で2歳牝馬の最良馬と評されるようになり、1835年の1000ギニーステークスも勝って、オークスの最有力馬とみられていた。ベンティンクはプリザーヴの馬券の倍率を引き上げることを画策した。彼は、デンプンと小麦粉を混ぜ、ウマの鼻水ぽく着色した練り物をプリザーヴの鼻孔に塗りつけて、調教を走らせた。するとプリザーヴがインフルエンザに罹患しているという風聞が広がり、プリザーヴの賭け率が上昇した。が、本番のオークスでプリザーヴは2着に敗れ、ベンティンクは大損失を蒙ったという。その後、ベンティンクとグレヴィルはプリザーヴの出走方針を巡って仲違いをし、持ち馬をすべてグレヴィルのもとから引き上げてしまった。

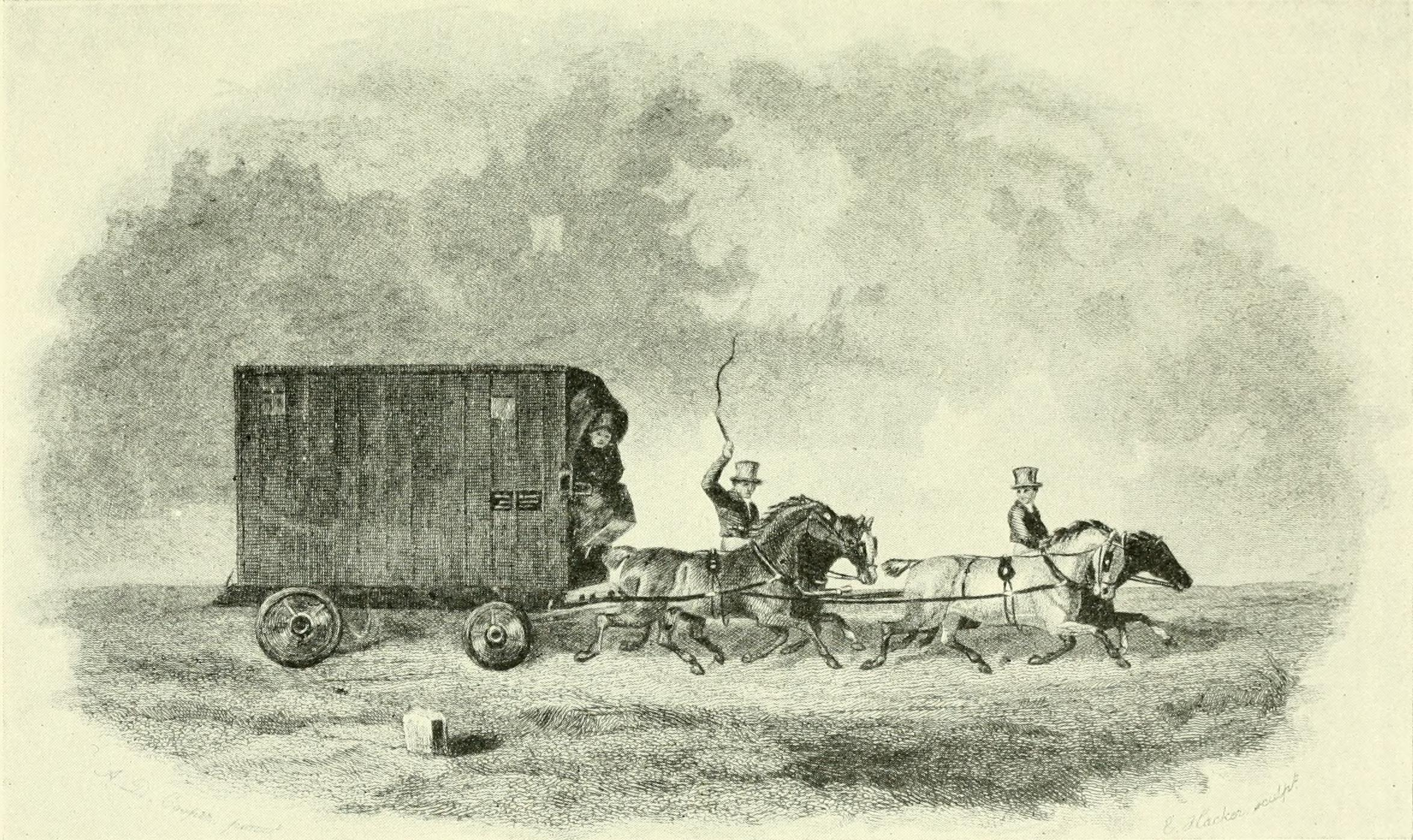
エリスをドンカスター競馬場へ馬車で移送した様子。最大3週間かかるグッドウッドからドンカスターまでの300キロメートルを3日足らずで移動させた。

翌1836年、秋の大一番となるセントレジャーステークスでは、ベンティンク所有のエリスが本命視された。ベンティンクは、エリスの前売り馬券の倍率を釣り上げるための作戦を実行した。セントレジャーステークスを開催するドンカスター競馬場はイングランド北部に位置していて、エリスはその時点で、ドンカスターから南へ300キロメートルあまり離れたグッドウッドにいた。当時、競走馬が遠征するときはその馬自身が歩いて現地へ向かっており、グッドウッドからドンカスターまではふつう15日から20日を要した。疲労を考慮すると、エリスはレース本番よりもある程度前に現地入りする必要がある。それなのにベンティンクは、セントレジャー当日の5日前まで、エリスをグッドウッドに留め置いた。エリスの所在地を知ったドンカスターの馬券売り場では、出走困難なエリスの倍率が7対2（4.5倍）まで上昇していき、ベンティンクはその馬券を密かに買わせた。そのうえでベンティンクは、エリスを輸送するため、馬6頭牽きの馬運車をつくらせて、途中で牽引馬を換えつつ1日で80マイル（約130キロ）を踏破して現地入りした。体力十分のエリスは、中盤から先頭に立ってそのまま2馬身差で優勝した。これはしばしば「史上初の馬運車」とされる。
1844年の第65回ダービーにおける1位入線馬ランニングレインのすり替え事件においては、2位入線馬オーランドの馬主ジョナサン・ピール大佐による異議申し立てと法廷闘争を積極的に支援した。
管理担当者を務めたグッドウッド競馬場において、以下の改革を行った。
- 出走馬の番号を場内に掲示し、さらに出走馬の番号を記載した公式の出馬表を作成した。これは現在のオッズ板および出馬表につながる初の試みであった。
- 現在の競馬ではレース前に出走馬がパドックを周回し、その後スタンドの前でウォーミングアップ（返し馬）をする習慣が定着しているが、これを始めたのはベンティンク管理下のグッドウッド競馬場である。
- 発馬時間の厳守を義務付け、騎手や発馬係が故意にレースのスタート時間を遅らせる行為に対して罰金を科した。
- 騎手が正しい服色の勝負服を着用し、出走馬への鞍の装着を正規の場所で行うよう義務付けた。
- 不正行為への対策として従来発馬係の発声によって切られていたスタートを旗を振り下ろす方式に変更したが、この方式はイギリス国内の他の競馬場にも普及し、現在でも世界各国で多くの競馬場が採用している。

### 死去
1848年9月21日に旧友マンバース卿を訪問すべく、ウェルベックの自宅を出て歩いていたところ、心臓発作に襲われてそのまま死去した。ディズレーリは彼の死を悼み、『ジョージ・ベンティンク卿』と題した彼の伝記を著した。その中でディズレーリはベンティンクを「真の英国名士」「議会史上に残る人物の一人」と絶賛している。一方でディズレーリは私的には「ベンティンクの欠点は最後まで矯正されなかった。彼は野党を率いることさえできなかった。与党になっていたらもっと拙いことになっていただろう」と彼の政治能力を低く見積もる言葉を漏らしている。保守党党首スタンリー卿もヴィクトリア女王に「もしベンティンクが生きていたら、途方もない混乱を生じさせたでしょう」と話したという。
生涯にわたり結婚しなかった。

## 馬主としての主な所有馬
- クルシフィックス - 2000ギニー、1000ギニー、オークス優勝
- エリス - セントレジャーステークス優勝